# Oriflame
Oriflame est un groupe de cosmétique, fondé en 1967 en Suède par les frères Jonas af Jochnick et Robert af Jochnick.